# Achille Victor Fortuné Piscatory de Vaufreland
Achille Victor Fortuné Piscatory, vicomte de Vaufreland, né le 30 juin 1764 à Paris et mort le 30 avril 1832 à Paris, est un général français de la Révolution et de l’Empire.

## Biographie
D'une famille noble italienne installée en Provence, Achille Victor Fortuné Piscatory est le fils de Pierre-Joseph Piscatory (1729-1799), banquier à Paris, et de Marie-Adélaïde Rouillé de l'Étang (sœur du chevalier David-Étienne Rouillé de l'Étang et tante de l'épouse du ministre Jean-Guillaume Hyde de Neuville).
D'abord peintre, il est l'élève de Jacques-Louis David avec qui la famille entretenait des liens. David fait le portrait de sa sœur, née Adélaïde Piscatory et épouse d'Emmanuel de Pastoret. Des années plus tard, Adélaïde de Pastoret (1765-1843) se consacre à la petite enfance et est la fondatrice des premières crèches et écoles maternelles françaises. 
Il épouse Éléonore Élisabeth Pauline de Cressy, nièce du général Jean Jacques Bernardin Colaud de La Salcette et de Joseph-Claude-Louis Colaud de La Salcette. Un de leurs petits-fils, Auguste de Vaufreland, sera préfet et une de leurs petites-filles épousera Constant-Louis-Alexandre de Suzannet.
Laissant le métier des arts pour celui des armes, il devient sous-lieutenant dans les hussards de Bercheny en 1790, il y connait Marie Louis Thomas de Pange et est employé aux armées du Nord, du Rhin et dans celle des Alpes. Aide de camp du général de La Bourdonnaye, il est nommé capitaine le 1er août 1792, prend rapidement tous les grades et est promu général de brigade le 25 prairial an III. 
Mis en suspicion à cause de ses origines pendant ces temps troublés, il est placé en réforme pendant trois ans mais le 23 septembre 1796, il devient chef d'État major général de l'armée des Alpes commandée par Championnet.
Le 18 brumaire an XII, il reçoit le commandement de la subdivision du Calvados et de l'arrondissement de Granville. Désigné de nouveau pour l'armée du Nord, il y reste jusqu'à sa dissolution le 1er février 1806 pour devenir major général de la 4e légion de la réserve de l'intérieur. Lors de la création de l'ordre de la légion d'honneur, il est fait commandeur. Il est créé chevalier de l'Empire le 10 septembre 1808.
Le 29 avril 1809, il est affecté en Allemagne au corps d'observation de l'Elbe. Le 8 décembre de la même année, il est envoyé à la 2e division du 8e corps de l'armée d'Espagne sous les ordres du général Junot. Peiné et contrarié de ce dernier déplacement, il adresse quelques observations au ministère de la guerre qui sont mal accueillies par l'empereur Napoléon Ier et il est mis brutalement à la retraite dès le 3 janvier 1810. Il reprend du service le 3 juin 1814 et placé dans la disponibilité du cadre de l'état-major général mais ne reçoit aucun commandement. 
Lors de la première restauration le 19 juillet 1814 Louis XVIII lui donne la croix de chevalier de Saint-Louis. Il est créé vicomte héréditaire par ordonnance royale du 3 février 1815. Le 30 décembre 1818, après 30 ans de service, le roi Louis XVIII lui accorde une retraite définitive avec le grade de lieutenant-général le 1er novembre 1826, bulletin des lois 128 bis.
Victime de l'épidémie de choléra, le général de Vaufreland meurt à Paris le 30 avril 1832 à l'âge de 68 ans.

## Sources
- Georges Six, Dictionnaire biographique des généraux et amiraux de la Révolution et de l'Empire, Georges Saffroy éditeurs, Paris 1934.
- Éléments de Recherches historiques § généalogiques par le Général de Montluisant (F. Ducloz, 1892).
- Vicomte Révérend, Armorial du premier empire, tome 4, Honoré Champion, libraire, Paris, 1897, p. 58.